# Wettin, Saale
Wettin là một đô thị thuộc huyện Saalekreis, bang Saxony-Anhalt, Đức.